# Granulifusus balbus
Granulifusus balbus là một loài ốc biển, là động vật thân mềm chân bụng sống ở biển trong họ Fasciolariidae.